# Phytobia bifida
Phytobia bifida är en tvåvingeart som beskrevs av Zlobin 2002. Phytobia bifida ingår i släktet Phytobia och familjen minerarflugor.
Artens utbredningsområde är Vietnam. Inga underarter finns listade i Catalogue of Life.